# عاصم جمال
عاصم جمال (انگلیسی: Assim Jamal) هنرپیشه اهل کشور هند است.
وی بازیگر فیلم‌هایی همچون کابوی، هتل استاد و انارکلی است.